# Serafino Biffi
Serafino Biffi (Milano, 31 marzo 1822 – Milano, 27 maggio 1899) è stato uno psichiatra e politico italiano.

## Biografia
Nacque in una famiglia di modesta origine. Studiò inizialmente in seminario e successivamente al "Liceo Sant'Alessandro". Si laureò in Medicina all'Università degli Studi di Pavia, avendo come maestri Bartolomeo Panizza e Luigi Porta, di cui divenne discepolo.
Assistente presso la clinica medica di Pavia e praticante all'Ospedale Maggiore di Milano, nel 1848 venne nominato assistente di Andrea Verga, di cui divenne successore. Fu sindaco di Albiate (1878-1895)
Interessato allo studio delle malattie psichiche ed alla cura dei pazienti, lavorò negli anni in simbiosi con il Verga. Questa attività lo pone tra i rinnovatori della psichiatria nella seconda metà del XIX secolo. Nel 1864 con Verga e Cesare Castiglioni fondò l' "Archivio Italiano per le malattie nervose e più particolarmente per le alienazioni mentali". Fu lo zio di Eugenio Medea.
Dopo la sua morte avvenuta nel 1899 fu intitolata a suo nome la “Casa di salute Biffi” di Monza in seguito denominata “Stabilimento sanitario Biffi per la cura delle malattie mentali e nervose”. 
Ora facente parte, con altre funzioni, del Policlinico di Monza.